# Messaoud Boudjriou
Messaoud Boudjriou (în arabă مسعود بوجريوة) este o comună din provincia Constantine, Algeria.
Populația comunei este de 9.050 de locuitori (2008).